# Faro a Colón
El Faro a Colón es un monumento y museo dominicano construido en honor a Cristóbal Colón, descubridor del Nuevo Mundo.

## Descripción
Es un monumento en forma de cruz (recordando la cristianización de las Américas) que mide aproximadamente 800 metros de largo por 36,5 metros de alto. En él, se dice, que se albergan los restos del almirante Cristóbal Colón.
Cuando el faro está encendido, proyecta una luz en forma de cruz hacia el cielo nocturno. Dicha luz puede verse a aproximadamente 64 kilómetros de distancia.
Dentro del faro hay exhibiciones de diferentes países del mundo. También posee salas para exhibiciones temporales y salas de conferencias.

## Historia del Faro

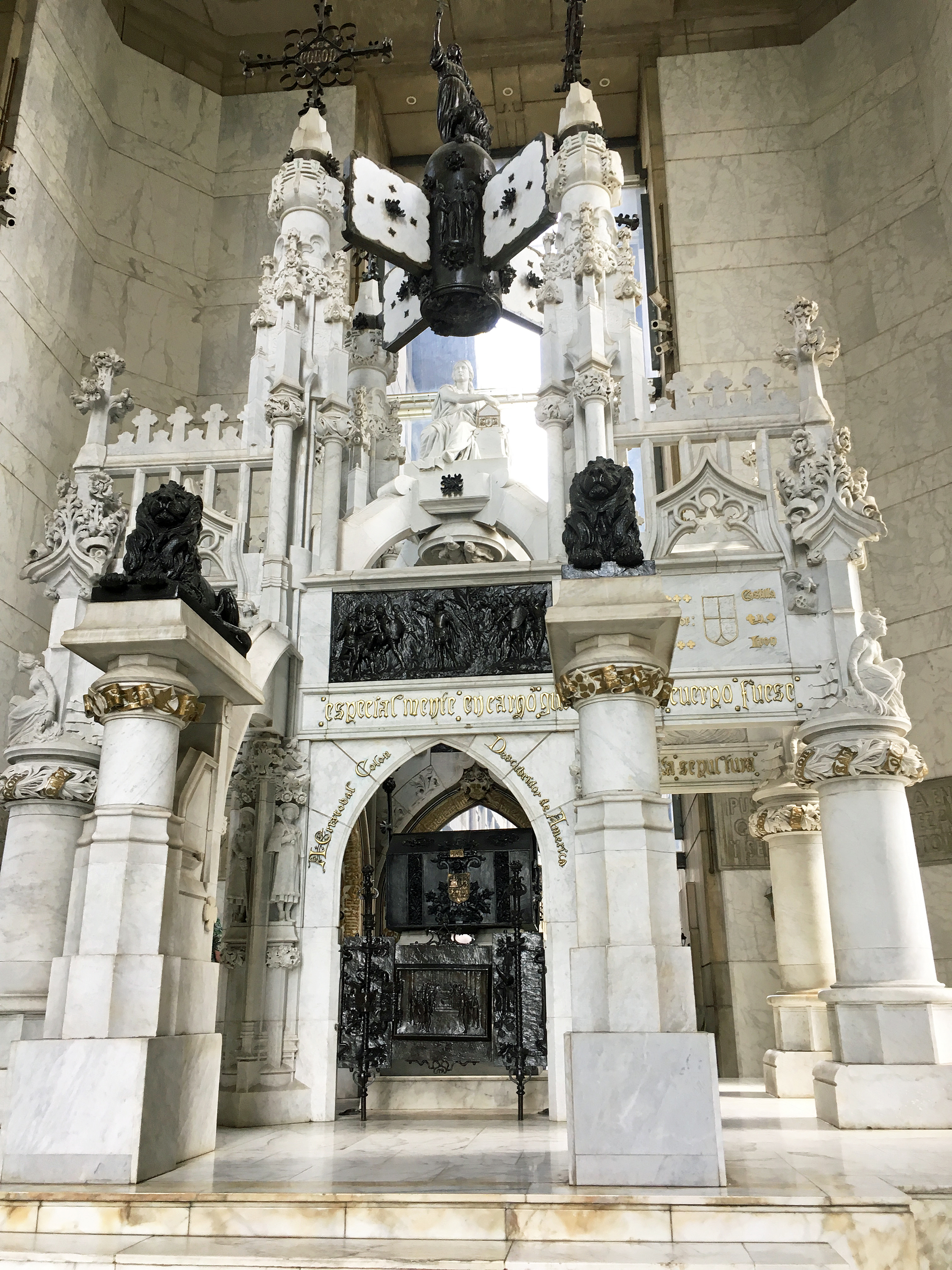
Tumba que se dice alberga los restos de Cristóbal Colón, antiguamente situada en la Catedral de Santa María de la Encarnación de Santo Domingo y actualmente localizada en el Faro a Colón en Santo Domingo Este, República Dominicana.

El historiador dominicano Antonio Delmonte y Tejada, en su libro Historia de Santo Domingo (La Habana, 1852), había expresado la idea de erigir un monumento en honor al Almirante, en Santo Domingo. Ya en 1914 el estadounidense William Ellis Pulliam promovió en la prensa de su país la construcción de un faro monumental en la primera ciudad del Nuevo Mundo. La idea se torna en un carácter más universal en 1923 durante la celebración en Chile de la Quinta Conferencia Internacional Americana, cuando se decreta que ese monumento debía construirse en cooperación de todos los gobiernos y pueblos de América.
Se realizó un concurso en 1931 para elegir quién sería el arquitecto que diseñaría esta obra; el arquitecto británico Joseph Lea Gleave fue quien ganó el concurso, siendo favorecido entre 455 participantes de 48 países. La construcción comenzó en 1948. El diseño original fue modificado por el arquitecto dominicano Teófilo Carbonell con la asistencia del ingeniero estructural dominicano William Read para reducir el volumen total de hormigón armado y lograr un menor volumen de materiales. También se recortó el brazo largo de la cruz en aproximadamente un 16%, cambiando el aspecto general del monumento, para asemejarse también a una pirámide maya.
Después de ese año, la situación política del país impidió la reanudación de los trabajos de construcción del faro. Finalmente, durante el gobierno de Joaquín Balaguer se reanudó en 1986 la construcción del faro bajo la supervisión del arquitecto dominicano Teófilo Carbonell, y culminando la construcción del monumento en 1992, a tiempo para la celebración de los 500 años del Descubrimiento de América. El faro fue inaugurado el 6 de octubre de 1992.